# Sveti Petar na Moru
Sveti Petar na Moru (1992-ig Krmčina) falu Horvátországban Zára megyében. Közigazgatásilag Sveti Filip i Jakovhoz tartozik.

## Fekvése
Zárától 18 km-re délkeletre, Biogradtól 10 km-re északnyugatra, Dalmácia északi részén, a Pašman-csatorna partján, Tustica és Turanj között a Brdo nevű hegy alatt fekszik.

## Története
A mai Sveti Petar na Moru tágas területén fekvő erdei tisztásokat, barlangokat és a Tustica lábánál fekvő területet már a történelem előtti ember is lakóhelyként használta. A legjelentősebb őskori és ókori lelőhely a település utolsó házától ötszáz méterre délkeletre található Buta-barlang, ahol az 1957-ben végzett feltárások során római cseréptöredékek, kannelúrával és hullámvonalakkal díszített töredékek, valamint valószínűleg az újkőkorszakból származó, emberek által megmunkált kőszerszámok kerültek elő. A középkorban ez a terület a rogovói apátság birtoka volt, melyhez tartozó gazdasági épület maradványai Sveti Petar központjában ma is láthatók.
A települést 1607-ben, Szent Péter apostol tiszteletére templomát 1681-ben említik először. Nevét is erről a templomról kapta, de 1941 és 1992 között Krmčinának hívták és már Borelli 1796-os térképén is „Kermczina” néven szerepel. Anyakönyvei szerint egyházilag előbb Zárához, később Turanjhoz tartozott. A település 1797-ig a Velencei Köztársaság része volt, majd miután a francia seregek felszámolták a Velencei Köztársaságot és a campo formiói béke értelmében osztrák csapatok szállták meg. 1806-ban a pozsonyi béke alapján az Első Francia Császárság Illír Tartományának része lett. 1815-ben a bécsi kongresszus újra Ausztriának adta, amely a Dalmát Királyság részeként Zárából igazgatta 1918-ig. A településnek 1857-ben 47, 1910-ben 70 lakosa volt. Az első világháború után előbb a Szerb-Horvát-Szlovén Királyság, majd Jugoszlávia része lett. A második világháború idején a szomszédos településekkel együtt Olaszország fennhatósága alá került. Az 1943. szeptemberi olasz kapituláció után horvát csapatok vonultak be a településre, amely ezzel visszatért Horvátországhoz. A településnek 2011-ben 403 lakosa volt. Lakói egykor főként mezőgazdasággal, állattenyésztéssel, de újabban egyre inkább turizmussal foglalkoznak, mely mára az egyetlen jövedelmező tevékenységgé fejlődött.

## Lakosság
| Lakosság változása | Lakosság változása | Lakosság változása | Lakosság változása | Lakosság változása | Lakosság változása | Lakosság változása | Lakosság változása | Lakosság változása | Lakosság változása | Lakosság változása | Lakosság változása | Lakosság változása | Lakosság változása | Lakosság változása | Lakosság változása |
| ------------------ | ------------------ | ------------------ | ------------------ | ------------------ | ------------------ | ------------------ | ------------------ | ------------------ | ------------------ | ------------------ | ------------------ | ------------------ | ------------------ | ------------------ | ------------------ |
| 1857               | 1869               | 1880               | 1890               | 1900               | 1910               | 1921               | 1931               | 1948               | 1953               | 1961               | 1971               | 1981               | 1991               | 2001               | 2011               |
| 47                 | 0                  | 62                 | 32                 | 51                 | 70                 | 125                | 142                | 195                | 220                | 280                | 244                | 241                | 267                | 348                | 403                |

## Nevezetességei
- A település utolsó házától ötszáz méterre délkeletre, a "Pećinska gomila" és a 156 méteres "Gradina" nevű magaslatok közötti szurdokvölgyben, 76 méteres tengerszint feletti magasságban található Buta-barlang. A Butától a tenger felé eső területet Pećinska dragának nevezik. A barlang nyílása egy mészkőbe vájt lépcsőzetes terasz alatt található, mely egy 25 méter mély föld alatti terembe vezet. A barlang közepén levő mélyedést tavannak (azaz padlásnak), a legsötétebb részét mraknak (azaz homálynak) nevezik. (A hegy túlsó oldalán levő nyíláson csak egy kutya fér át.) A barlang az 1960-as évekig a helyi juhászok menedékhelyéül szolgált eső idején. 1957-ben rövid ideig tartó feltárások során a barlang területén és az előtte fekvő részen római eredetű kerámia töredékeket, köztük néhány díszített darabot és az újkőkorszakból származó kőszerszámokat találtak.[2]
- A település Szent Péter apostol tiszteltére szentelt templomát 1681-ben újították meg. Ekkor önálló plébánia központja volt, plébánosát Petar Pedišićnek hívták.[3] Egyhajós épület, homlokzata felett harangépítménnyel. Oltárán Szent Péter ábrázolása látható. Ma a turanji plébánia filiája.
- A település közepén a part mentén tiszta ivóvizet adó kút található, amely a legnagyobb szárazság idején sem szárad ki. A kutat még 1911-ben építették a környék egyetlen tiszta vizű forrása fölé, ahova még a szomszédos falvak népe is eljárt. Innen hordták a vizet fából e célra faragott nagy edényekben, melyeket szamarakkal vontattak. Így nemcsak ivásra és mosásra, hanem még az állatok ellátására is elég ivóvizet tudtak szállítani. A kút úgy van kiképezve, hogy egyik oldalán a mosásra, a másikon az állatok itatására alkalmas.[2]